# الإمبراطورية اللاتينية
الإمبراطورية اللاتينية أو إمبراطورية القسطنطينية اللاتينية، هو مصطلح أطلقه المؤرخون على الدولة الصليبية الّتي أسسها القادة اللاتين بعد استيلائهم علي القسطنطينية سنة 1204م.
وقد كان الغرض من إنشائها أن تخلف البيزنطيين في حكم الدولة الرومانية وأدعى الآباطرة اللاتين حقهم في وراثة عرش بيزنطة.
في 16 مايو سنة 1204 توج بلدوين التاسع كونت فلاندرز إمبراطورًا على القسطنطينية كأول إمبراطور لاتيني كاثوليكي يحكم مدينة القسطنطينية العريقة.
لم تستطع الإمبراطورية اللاتينية فرض سيطرتها السياسية والاقتصادية على القوى اللّاتينيّة المحيطة بها والتي قامت علي حساب الحكم البيزنطي السابق.
ورغم أنها حققت انتصارات عسكرية هامة في أول الأمر، إلا أنها أصيبت بالضعف ومن ثم السقوط في نهاية الأمر بسبب حروبها العسكرية المتلاحقة ضد البلغاريين والدويلات اليونانية في طرابزون ونيقية (إمبراطورية نيقية).
في سنة 1261م قضة الإمبراطور البيزنطي ميخائيل الثامن باليولوج على الإمبراطورية اللاتينية، وفرَّ آخر آباطرة اللاتينيّون إلى المنفي.

## تاريخ

### تأسيس الإمبراطورية اللاتينية
بعد استيلاء اللاتين علي القسطنطينية سنة 1204م، اتفق الصليبيون فيما بينهم علي تقسيم أملاك الدولة البيزنطية المنهارة. في أكتوبر سنة 1204 تم توقيع معاهدة تقسيم الدولة البيزنطية وبمقتضاها حصلت جمهورية البندقية علي ما يوازي 37% من أراضي الدولة البيزنطية بما في ذلك جزيرة كريت وجزر بحر إيجة. فيما سيطرت الإمبراطورية اللاتينية علي الباقي بما في ذلك علي أجزاء كبيرة من اليونان.
قسمت اليونان إلي 5 دويلات تابعة وهي: مملكة سالونيك، إمارة أخايا، دوقية أثينا، دوقية الأرخبيل.
ومع ذلك فإن قسمًا كبير من ممتلكات الإمبراطورية البيزنطية السابقة قد ظل في أيدي بعض الأسر اليونانية العريقة والتي رفضت الاحتلال اللاتيني للقسطنطينية ومن ثم خاضت الحروب لاسترداد القسطنطينية كما هو الحال مع إمبراطورية نيقية.

### الإمبراطورية في الأناضول
أسفرت الحملات العسكرية الصليبية المبكرة في آسيا الصغرى عن استيلاء اللاتين علي إقليم بيثانيا، واستمرت
النجاحات الصليبية خصوصًا بعد هزيمة إمبراطور نيقية ثيودور الأول لاسكاريس في معركة بويمانونيم ومرة أخرى في بورصة.
في سنة 1207 وقعت الهدنة بين ثيودور الأول واللاتين، تلا ذلك هزيمة جيش نيقية أمام الصليبيين قرب نهر الرايندكوس وذلك في أكتوبر سنة 1211، وقد اضطر البيزنطيون لاحقًا سنة 1214م للاعتراف بأحقية إمبراطورية اللاتين في حكم بيثانيا وميزيا.
وقد استمر السلام قائما بين الدولتين حتي سنة 1222، وفي هذا الوقت شعرت إمبراطورية نيقية بأنها تمتلك من الموارد والقوة العسكرية ما يؤهلها لتحدي إمبراطورية اللاتين والتي أصيبت بالضعف نتيجة خوضها حروب مستمرة لتأمين ولايتها الأوربية.
في سنة 1224 مني الجيش اللاتيني بهزيمة ساحقة، وفي السنة التالية أُجبر الإمبراطور اللاتيني روبرت الكورتيني على التنازل عن كل ممتلكاته في الأناضول لصالح إمبراطورية نيقية البيزنطية.
اتجهت أنظار نيقية بعد ذلك صوب جزر بحر إيجة وضمتها للدولة، وبحلول سنة 1240م كانت نيقية قد استولت علي كل ممتلكات الدولة اللاتينية في الأناضول.

### الإمبراطورية في أوروبا
واجهت الإمبراطورية اللاتينية في أوروبا خصومًا أقوياء عكس جبهة الأناضول حيث لم يواجه الصليبيون خصومًا أقويا في أول الأمر باستثناء نيقية والتي تعاظم خطرها فيما بعد، فإن الوضع لم يكن كذلك في الجبهة الأوربية حيث واجه اللاتين قوي بلغاريا المتصاعدة في عهد القيصر كالويان.
عندما زحف الإمبراطور بالدوين الأول في حملة عسكرية لإخضاع بقايا البيزنطيين في تراقيا، فإنهم استنصروا بكالويان.
وفي معركة أدريانوبل سنة 1205 انهزم الأمبراطور بالدوين، وأُسر وسُجن في تارنوفو عاصمة البلغار حتي وفاته في نهاية العام.
ولحسن طالع الإمبراطور الجديد هندري من فلاندرز أن قيصر البلغاريين كالويان قُتل أثناء حصاره لسالونيك في 1207، وبوفاته انتهي خطر البلغاريين على الدولة خصوصًا بعد الانتصار الحاسم للاتين عليهم سنة 1208، وقد مكن هذا الانتصار هنري من استرداد معظم المقطاعات اللاتينية في تراقيا والتي كان كالويان قد استولى عليها.
وقد حل السلام بين الدولتين بزواج هنري من مارية البلغارية عقيلة القيصر الراحل كالويان سنة 1210.
وفي نفس الوقت شكلت ديسبوتية إبيروس البيزنطية خطرًا علي الدويلات التابعة للإمبراطورية اللاتينية في سالونيك وأثينا.
وقد طالب الإمبراطور هنري من ميخائيل الأول كومينوس دوكاس أمير إبيروس بالخضوع والطاعة، فاستجاب الأخير بأن زوج ابنته لأمير يوستاس شقيق هنري في صيف عام 1209.
وقد مكن هذا التحالف هنري من خوض حملات عسكرية في مقدونيا وثيسالي ووسط اليونان ضد الثوار اللومبارد زعماء سالونيك. ومع ذلك فقد أجبر هجوم ميخائيل علي سالونيك هنري إلي العودة شمال لإنجاد المدينة المحاصرة ولإخضاع ميخائيل مجددًا.
في سنة 1214 توفي ميخائيل أمير إبيروس وخلفه علي العرش ثيودور كومينوس دوكاس والذي كان يطمح في الاستيلاء علي سالونيك. وفي 11 يونيو سنة 1216 توفي الإمبراطور هنري أثناء اشرافه علي ترميم أسوار سالونيك، وقد خلف هنري صهره بيير الكورتيني والذي تم أسره في العام التالي وإعدامه من قِبل ثيودور أمير إيبروس أثناء رحلة الذهاب إلى القسطنطينية.
وقد شكل مجلس وصاية في القسطنطينية ترأسته يولاندا أرملة الإمبراطور حتي سنة 1221، وذلك عندما توج ابنها روبرت الكورتيني إمبراطورًا علي القسطنطينية.
وفي عهده تجددت الحرب مع إمبراطورية نيقية، وعلي الرغم من استنجاده بالبابا هونوريوس الثالث وبفيليب الثاني ملك فرنسا فإن النجدات العسكرية لن تصل قط. ووقفت الإمبراطورية عاجزة عن اللذوذ بسالونيك والتي استولت عليها ديسبوتية إبيروس البيزنطية سنة 1224. وتكللت نجاحات إبيروس العسكرية باستيلاءها علي سالونيك، مهددة بذلك القسطنطينية ذاتها.
ولم يمنع ثيودور من مهاجمة القسطنطينية إلا تهديد قيصر البلغار إيفان آسين الثاني، فجنح ثيودور إلي الصلح وبالفعل وقعت بنود الهدنة مع القسطنطينية سنة 1228.

### الانحدار والسقوط

الإمبراطورية اللاتينية سنة 1230

في سنة 1228 توفي الإمبراطور روبرت الكورتيني دون ذرية وخلفه شقيقه الذي ما زال طفلًا فشُكل مجلس وصاية يزعمه يوحنا البريني ملك مملكة بيت المقدس السابق.
وكان من حسن حظ اللاتين أن قوات إبيروس قد منيت بهزيمة ساحقة أمام البلغاريين في معركة كلوكوتنيتسا وبذلك تخلص اللاتين من خطر ديسبوتية إبيروس البيزنطية ليحل محله خطر إمبراطورية نيقية المتصاعد.
عقد يوحنا الثالث دوكاس فاتاتزس إمبراطور نيقية حلفًا مع بلغاريا، وقد أسفر هذا هذا التحالف عن حصار البلغار ونيقية للقسطنطينية في العام نفسه.
وبتولي الإمبراطور بالدوين الثاني الحكم سنة 1237، كان وضع الدولة المالي في الحضيض مما اضطر الإمبراطور إلي شد الرحال إلي الغرب الأوروبي طلبًا للعون والنصر بل والمساعدة المادية، دون نجاحًا يذكر.
ومن أجل تدبير الأموال اللازمة للدولة، اضطر بالدوين إلى أن يسلك أساليبًا يائسة للحصول علي المال، فقد قام بإزالة أسقف القصر الإمبراطوري العظيم بالقسطنطينية وقام ببيعه، بل والأدهى فقد سلم ابنه فيليب للتجار البنادقة كضمان سداده لقرض استدانه منهم.
وبحلول سنة 1247، كان النيقيون قد أحاطوا بالقسطنطينية، ولم يبق هناك حائلًا بينهم وبين اللاتين غير القسطنطينية وأسوارها الضخمة، وفي 25 يوليو سنة 1261 اقتحم القائد النيقي ألكسيوس ستراتيغوبولوس القسطنطينية مستغلا ضعف حاميتها العسكرية، ودخل المدينة بقواته معلنًا ضمها للإمبراطورية البيزنطية والتي يتزعمها ميخائيل الثامن باليولوج.

## أباطرة الإمبراطورية

### الأباطرة؛ 1204-1261
- بالدوين الأول دي فلاندرز (حكم 1204 - 1205).
- هنري (حكم 1205 - 1216)؛ شقيقه.
- بيير دي كورتيناي (حكم 1216 - 1217)؛ صهره.
  - يولاندا الوصية (حكمت 1217 - 1219)؛ زوجته، وشقيقة سابقيه.
  - كونون دي بيثون الوصي (حكم 1219).
  - جيوفاني كولونا الوصي (حكم 1219 -1221).
- روبرت الأول (حكم.[2][3] 1221 - 1228)؛ ابن بيتر ويولاندا.
- بالدوين الثاني (حكم 1228 - 1261)؛ ابن بيتر ويولاندا، حكم مع حموه جان حتى وفاته في 1237، فقده العرش في 1261.
  - الإمبراطورة ماري الوصية (1228)؛ شقيقته.
- جان دي بريين (حكم 1229 - 1239)؛ إمبراطور مشارك مع صهره بالدوين الثاني.

### حاملين اللقب في المنفى؛ 1261-1383
- بالدوين الثاني (حمل اللقب 1261 - 1273)؛ في المنفى.
- فيليب الأول (حمل اللقب 1273 - 1283)؛ ابنه.
- كاثرين الأولى (حمالة اللقب 1283 - 1307)؛ ابنته، ومع...
- شارل دي فالوا (حمل اللقب 1301 - 1307)؛ زوجها.
- كاثرين الثانية (حمالة اللقب 1307 - 1346)؛ ابنتهما، ومع...
- فيليب الثاني أمير تارانتو، دي نابولي (حمل اللقب 1313 - 1332)؛ زوجها.
- روبرت الثاني (حمل اللقب 1346 - 1364)؛ ابنهما.
- فيليب الثالث (حمل اللقب 1364 - 1373)؛ شقيقه.
- جيمس (حمل اللقب 1373 - 1383)؛ ابن أخيه.

جيمس مرر إدعاء إلى دوق لويس الأول دوق أنجو، الذي ادعى عرش مملكة نابولي، ومع ذلك لويس وذريته لم يستخدم اللقب أبداً.